# Yougoslaves
Le mot « Yougoslave » (« Slave du Sud » en langue slave) peut avoir en français quatre significations :
- politiquement, il désigne les ressortissants de l'ancienne Yougoslavie, État européen ayant existé de 1918 à 1992 puis sous une forme réduite à la Serbie et au Monténégro jusqu'en 2003 ;
- historiquement et géographiquement, il désigne les Slaves du Sud des Balkans autres que les Bulgares, jadis répartis entre les empires des Habsbourg à l'ouest (Slovènes et Croates, plus tard Bosniaques) et celui des Ottomans à l'est (Bosniaques, Serbes, Monténégrins et Macédoslaves)[1] ;
- ethnologiquement et linguistiquement il désigne les Slaves du Sud locuteurs des langues slaves méridionales suivantes[2] :
  - slovène, dont :
    - slovène prekmure ;
    - slovène résian ;

  - serbo-croate dont :
    - serbo-croate tchakavien ;
    - serbo-croate kaïkavien ;
    - serbo-croate chtokavien ;
    - serbo-croate de la Šumadija et de la Voïvodine ;
    - serbo-croate du Kosovo et de la Resava.

  - macédonien.
- démographiquement, il s'agit d'une catégorie présente dans les recensements nationaux de la Yougoslavie puis de plusieurs pays de l'ancienne Yougoslavie (Serbie, Bosnie-Herzégovine). Les citoyens qui choisissent cette catégorie considèrent faire partie des Slaves du Sud (Yougoslaves) en général, au sens ethno-linguistique précédent, mais pas d'une ethnie particulière des Slaves du Sud comme les Serbes ou les Croates (par exemple, si l'un des parents est croate et l'autre serbe).